# Lowville (New York)
Lowville è un comune degli Stati Uniti d'America, situato nello stato di New York, nella contea di Lewis.